# Związek Śląskich Katolików
Związek Śląskich Katolików (później Związek Śląskich Katolików w Czechosłowacji) – organizacja reprezentująca interesy katolickiej, polskiej mniejszości narodowej na Śląsku Austriackim (przede wszystkim na Śląsku Cieszyńskim) w Austro-Węgrzech, a później również na Śląsku Czeskim (na Zaolziu) w I Republice Czechosłowackiej (1921–1938).

## Historia
Budowany od połowy XIX wieku na Śląsku Cieszyńskim polski front narodowy ostatecznie rozpadł się po przegranych wyborach do parlamentu wiedeńskiego w 1879. Cztery lata później, w 1883, zawiązał się Związek Śląskich Katolików, którego pierwszym prezesem został ks. Ignacy Świeży. Powstały w nim wówczas dwa nurty: pierwszy był bardziej konserwatywny mniej skupiony na problematyce narodowościowej, drugi natomiast przekonywał, że narodowość jest ważnym elementem miejscowych katoliów. W przeciwieństwie do lokalnego Stronnictwa Ludowego skupiał chłopów, rzemieślników, robotników i inteligencję wyznania katolickiego o poglądach antysocjalistycznych i konserwatywnych. Niejako dla przeciwwagi w 1884 powstało w Polskie Towarzystwo Ludowe, postrzegane jako ewangelickie i przez ZŚlK często zwalczane. 

### Związek Śląskich Katolików w Czechosłowacji
Jego działalność na terenie Czechosłowacji została zarejestrowana sądownie 22 października 1921 roku. 3 grudnia 1921 prezesem wybrano Leona Wolfa, wiceszefem zaś Karola Jungę. Głównymi działaczami byli: Paweł Lipka, Karol Junga, ks. Franciszek Maroń, ks. Rudolf Płoszek.
Od 1927 roku ZŚlK wydawał pismo "Nasz Kraj", na czele którego stanął wiceprezes Karol Junga. Ze Związkiem kojarzona była również ukazująca się od 1921 roku "Gazeta Kresowa". 
Ze Związkiem związany był cały szereg organizacji polskich, m.in.:
- Katolickie Stowarzyszenie Górników i Robotników
- Związek Stowarzyszeń Młodzieży Katolickiej
- Związek Niewiast Katolickich
- Związek Polskich Towarzystw Gimnastycznych "Sokół"

27 października 1923 roku ZŚlK podpisał ze Stronnictwem Ludowym umowę o współpracy politycznej – powstał wówczas blok pod nazwą Polski Związek Ludowy. 
Na wiosnę 1938 roku zjednoczył się z tworzoną przez cieszyńskie Stronnictwo Ludowe Polską Partią Ludową w Związek Polaków w Czechosłowacji. 

### Związek Śląskich Katolików w II Rzeczypospolitej
W Polsce niepodległej ZŚlK początkowo związał się chadecją (Chrześcijańskie Zjednoczenie Ludowe) i w 1923 r. faktycznie zaprzestał działalności. W 1927 r. został odbudowany przez ks. Józefa Londzina, który zarzucał chadekom nadmierny radykalizm społeczny i niesłuszną opozycję wobec rządów sanacji. ZŚlK związał się z Narodowo-Chrześcijańskim Zjednoczeniem Pracy, jednak po śmierci Londzina (1929) lawirował między sanacją i opozycją. Po nieudanej próbie rozszerzenia działalności na całe województwo śląskie od 1934 r. przystąpiono do scalania Związku z NChZP. W 1936 r. ZŚlK odrodził się, ale w następnym roku wszedł w skład Obozu Zjednoczenia Narodowego.